# Can You Dig It?
Can You Dig It ? (englisch Kannst Du es verstehen?) ist ein Lied der britischen Band The Beatles, das 2003 auf der Bonus-CD Fly on the Wall ihres Studioalbums Let It Be… Naked erschien. Eine längere Version wurde 2021 auf der Super-Deluxe-Edition ihres Studioalbums Let It Be veröffentlicht. Komponiert wurde es im Wesentlichen von John Lennon und unter der Autorenangabe Lennon/McCartney veröffentlicht.

## Hintergrund
Can You Dig It ? wurde am 24. Januar 1969 in den Londoner Apple Studios in der Savile Row Nr. 3 mit dem Produzenten Glyn Johns aufgenommen. Glyn Johns war auch der Toningenieur der Aufnahmen. Die Aufnahme wurde live ohne Overdubs eingespielt. Weitere Aufnahmen des Liedes erfolgten nicht. Ursprünglich ist Can You Dig It ? eine Improvisation, die über sechs Minuten lang ist. Basierend auf Can You Dig It ? entwickelten die Beatles das ebenfalls improvisierte Lied Dig It, das allerdings eine andere Melodie und einen anderen Text hat.
Während bei Dig It alle vier Beatles als Komponisten aufgeführt werden, wird Can You Dig It ? als Lennon/McCartney-Komposition ausgewiesen.
Anfang März 1969 übertrugen Lennon und McCartney Glyn Johns die Aufgabe, sich um die Fertigstellung des Albums zu kümmern.
Im April und Mai 1969 stellte Glyn Johns die erste Fassung des Albums Get Back fertig, auf diesem befindet sich Dig It, nicht aber Can You Dig It ?. Am 5. Januar 1970 wurde die zweite Fassung des Get-Back-Albums von Glyn Johns in den Olympic Sound Studios hergestellt, auf dieser befindet sich ebenfalls nicht Can You Dig It ?. Beide Versionen des Albums von Glyn Johns wurden von den Beatles abgelehnt.
Im März 1970 erhielt Phil Spector von John Lennon, George Harrison und Allen Klein den Auftrag, das Album endgültig fertigzustellen. Spector verwendete das Lied ebenfalls nicht, jedoch Dig It – und verwendete aber oft das Ende von Can You Dig It ?, bei dem John Lennon sagt: “That was ‘Can You Dig It’ by Georgie Wood, and now we’d like to do ‘Hark, The Angels Come’”. Diese Textzeile wurde an Dig It angehängt, dem das Lied Let It Be folgt.
Besetzung:
- John Lennon: Steelgitarre, Gesang
- Paul McCartney: Bass, Gesang
- George Harrison: Leadgitarre
- Ringo Starr: Schlagzeug
- Billy Preston: Hammond-Orgel

Am 14. November 2003 wurde eine 31 Sekunden lange Version von Can You Dig It ? auf der Bonus-CD Fly on the Wall zu Let It Be… Naked veröffentlicht.
Am 15. Oktober 2021 erschien anlässlich des 50. Jahrestages die Jubiläumsausgabe des Beatles-Albums Let It Be (Super Deluxe Box), auf dieser befindet sich ebenfalls das Lied Can You Dig It ?. Die Abmischung erfolgte von Giles Martin und Sam Okell, zusätzlich kürzten sie das Lied um vier Minuten auf zwei Minuten. In der dreiteiligen Dokumentation The Beatles: Get Back wird das Lied von den Beatles gespielt.